# Aldo Moro
Aldo Moro (Maglie (Lecce), 23 september 1916 - Rome, 9 mei 1978) was een Italiaans politicus. Hij was in totaal meer dan zes jaar premier van Italië (van 1963 tot 1968 en van 1974 tot 1976).

## Biografie
Aldo Moro studeerde rechten aan de universiteit van Bari. Hij was als student in het fascistische Italië van 1941 al politiek actief. In 1941 werd hij voorzitter van de katholieke studentenvakbond. Moro was lid van de Democrazia Cristiana, de Italiaanse christendemocratische partij. In 1946 was Moro een van de grondleggers van de nieuwe grondwet. In 1948 werd hij gekozen tot lid van het parlement, en dat zou hij blijven tot aan zijn gewelddadige dood in 1978. Van 1963 tot 1968 was Aldo Moro minister-president van Italië, als leider van een coalitie van christendemocraten, sociaaldemocraten, socialisten en de republikeinse partij.

## Ontvoering en moord
Op 16 maart 1978 werd Moro ontvoerd door de Rode Brigades, die onder leiding stonden van Mario Moretti. Bij deze ontvoering kwamen vijf lijfwachten om het leven. Moro werd 55 dagen vastgehouden, en werd daarna vermoord. Op 20 april had hij nog een verzoek gericht aan zijn studievriend paus Paulus VI met het verzoek zich in te spannen voor zijn bevrijding. Paulus schreef hierop een open brief aan de Brigades, die door veel Italianen als veel te vriendelijk voor de Brigades werd gezien, maar die desalniettemin geen effect sorteerde. Moro's lichaam werd op 9 mei in Rome gevonden in een geparkeerde Renault 4.

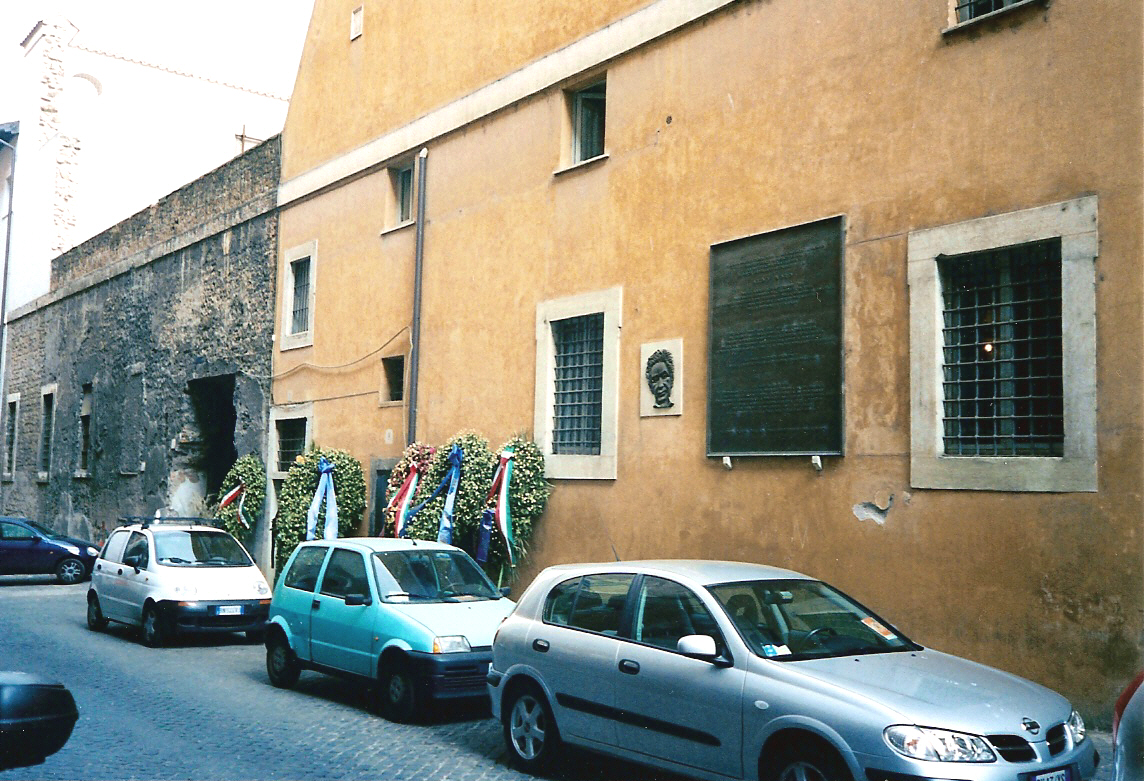
Moro-memorial
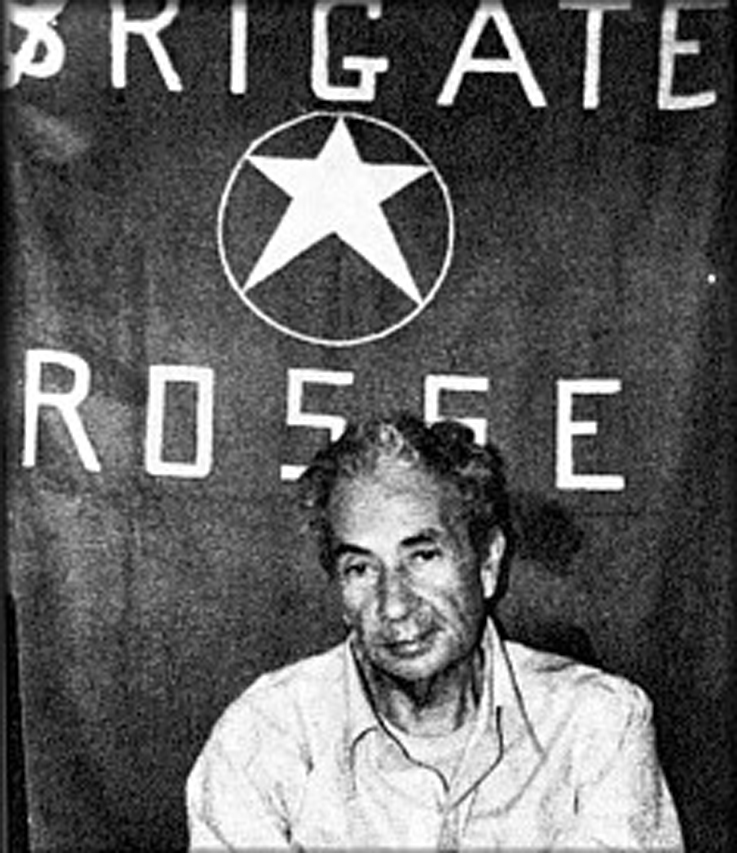
Aldo Moro tijdens ontvoering